# Liste der Monuments historiques in Lhéraule
Die Liste der Monuments historiques in Lhéraule führt die Monuments historiques in der französischen Gemeinde Lhéraule auf.

## Liste der Objekte
| Bezeichnung               | Beschreibung                            | Standort                       | Kennzeichnung | Schutzstatus | Datum | Bild |
| ------------------------- | --------------------------------------- | ------------------------------ | ------------- | ------------ | ----- | ---- |
| Opferstock (verschwunden) | Holz und Schmiedeeisen, 17. Jahrhundert | in der Kirche St-Claude (Lage) | PM60000967    | Classé       | 1912  |      |